# Liste der finnischen Abgeordneten zum EU-Parlament (2014–2019)
Die Liste der finnischen Abgeordneten zum EU-Parlament (2014–2019) listet alle finnischen Mitglieder des 8. Europäischen Parlaments nach der Europawahl in Finnland 2014.

## Mandatsstärke der Parteien
- GUE/NGL: 1
- S&D: 2
- G/EFA: 1
- ALDE: 4
- EVP: 3
- EKR: 2

| Nationale Partei                          | Mandate | Fraktion                                                                                  |
| ----------------------------------------- | ------- | ----------------------------------------------------------------------------------------- |
| Suomen Keskusta (Kesk)                    | 3       | Fraktion der Allianz der Liberalen und Demokraten für Europa (ALDE)                       |
| Ruotsalainen kansanpuolue (RKP)           | 1       | Fraktion der Allianz der Liberalen und Demokraten für Europa (ALDE)                       |
| Kansallinen Kokoomus (Kok)                | 3       | Fraktion der Europäischen Volkspartei (EVP)                                               |
| Perussuomalaiset (PS)                     | 2       | Europäische Konservative und Reformer (EKR)                                               |
| Suomen Sosialidemokraattinen Puolue (SDP) | 2       | Fraktion der Progressiven Allianz der Sozialdemokraten im Europäischen Parlament (S&D)    |
| Vihreä liitto (Vihr)                      | 1       | Die Grünen/Europäische Freie Allianz (G/EFA)                                              |
| Vasemmistoliitto (Vas)                    | 1       | Konföderale Fraktion der Vereinten Europäischen Linken/Nordischen Grünen Linken (GUE/NGL) |
| Gesamt                                    | 13      |                                                                                           |

## Abgeordnete
| Bild | Name                   | von          | bis          | Partei | Fraktion | Anmerkungen                                            |
| ---- | ---------------------- | ------------ | ------------ | ------ | -------- | ------------------------------------------------------ |
|      | Jussi Halla-aho        | 1. Juli 2014 | 2. Juli 2019 | PS     | EKR      |                                                        |
|      | Heidi Hautala          | 1. Juli 2014 | 2. Juli 2019 | Vihr   | G/EFA    |                                                        |
|      | Liisa Jaakonsaari      | 1. Juli 2014 | 2. Juli 2019 | SDP    | S&D      |                                                        |
|      | Anneli Jäätteenmäki    | 1. Juli 2014 | 2. Juli 2019 | Kesk   | ALDE     |                                                        |
|      | Elsi Katainen          | März 2018    | 2. Juli 2019 | Kesk   | ALDE     | Nachgerückt für Hannu Takkula                          |
|      | Miapetra Kumpula-Natri | 1. Juli 2014 | 2. Juli 2019 | SDP    | S&D      |                                                        |
|      | Merja Kyllönen         | 1. Juli 2014 | 2. Juli 2019 | Vas    | GUE/NGL  |                                                        |
|      | Sirpa Pietikäinen      | 1. Juli 2014 | 2. Juli 2019 | Kok    | EVP      |                                                        |
|      | Olli Rehn              | 1. Juli 2014 | Apr. 2015    | Kesk   | ALDE     | Nachrücker: Hannu Takkula                              |
|      | Pirkko Ruohonen-Lerner | Mai 2015     | 2. Juli 2019 | PS     | EKR      | Nachgerückt für Sampo Terho                            |
|      | Alexander Stubb        | 1. Juli 2014 | 2. Juli 2019 | Kok    | EVP      |                                                        |
|      | Hannu Takkula          | Apr. 2015    | März 2018    | Kesk   | ALDE     | Nachgerückt für Olli Rehn, Nachrückerin: Elsi Katainen |
|      | Sampo Terho            | 1. Juli 2014 | Mai 2015     | PS     | EKR      | Nachrückerin: Pirkko Ruohonen-Lerner                   |
|      | Nils Torvalds          | 1. Juli 2014 | 2. Juli 2019 | RKP    | ALDE     |                                                        |
|      | Mirja Vehkaperä        | Juni 2018    | 2. Juli 2019 | Kesk   | ALDE     | Nachgerückt für Paavo Väyrynen                         |
|      | Henna Virkkunen        | 1. Juli 2014 | 2. Juli 2019 | Kok    | EVP      |                                                        |
|      | Paavo Väyrynen         | 1. Juli 2014 | Juni 2018    | Kesk   | ALDE     | Nachrückerin: Mirja Vehkaperä                          |